# Embaixada de Samba Cidade de Macapá
A Associação Cultural Embaixada de Samba Cidade de Macapá é uma escola de samba do carnaval do Amapá. Sua sede fica na zona sul da cidade de Macapá.

## História
A escola foi fundada no ano de 1964 por R. Peixe, Tia Lulu, entre outros.
Em 2010, com o enredo falando sobre o Marco Zero, denominado Do Marco Zero Para os Extremos do Norte e do Sul: uma Viagem Extraordinária Pelas Estradas da Beleza e do Encanto das Civilizações, terminou na 6º colocação, retornando após dois anos para o Grupo de Acesso, em 2010.

## Segmentos

### Presidentes
| Nome                           | Mandato        | Ref.  |
| ------------------------------ | -------------- | ----- |
| Luiz Gionilson Pinheiro Borges | ? - atualidade | [ 1 ] |

### Diretores
| Ano  | Diretor de Carnaval          | Diretor geral de harmonia | Mestre de bateria | Ref.  |
| ---- | ---------------------------- | ------------------------- | ----------------- | ----- |
| 2014 | Disney Silva e Nilson Borges | Miguel Borges             | Fábio Fumaça      | [ 1 ] |
| 2016 |                              |                           |                   |       |

### Coreógrafo
| Ano  | Nome | Ref. |
| ---- | ---- | ---- |
| 2016 |      |      |

### Casal de Mestre-sala e Porta-bandeira
| Ano  | Nome             | Ref.  |
| ---- | ---------------- | ----- |
| 2014 | Hemerson e Maria | [ 1 ] |
| 2016 |                  |       |

### Rainhas de bateria
| Período | Rainha    | Madrinha | Ref.        |
| ------- | --------- | -------- | ----------- |
| 2014    | Jade Vale |          | [ 1 ] [ 3 ] |
| 2016    |           |          |             |

## Carnavais
| Ano                          | Colocação | Grupo    | Enredo | Carnavalesco | Intérprete     | Ref.  |
| ---------------------------- | --------- | -------- | --- | ------------ | -------------- | ----- |
| 2002                         | 8° lugar  | Especial | Manganês: Herói ou Vilão. Quem Tem Razão?                                                                                          |              |                |       |
| 2003                         |           | Acesso   | |              |                |       |
| 2004                         |           | Acesso   | Rio Pedreira, Suas Lendas e Tradições                                                                                              |              |                |       |
| Não ocorreu desfile em 2005. |           |          | |              |                |       |
| 2006                         | 4° lugar  | Acesso   | |              |                |       |
| 2007                         | Campeã    | Acesso   | Do Nordeste Para o Norte, Cabra Forte, Pioneiro do Brasil                                                                          |              |                |       |
| 2008                         | 4° lugar  | Especial | Deu a Louca na Academia: O Culto e o Popular se Imbricam em Macapá                                                                 |              |                | [ 4 ] |
| 2009                         | 6° lugar  | Especial | Do Marco Zero Para os Extremos do Norte e do Sul: uma Viagem Extraordinária Pelas Estradas da Beleza e do Encanto das Civilizações |              |                |       |
| 2010                         | Campeã    | Especial | Do Lixo da Vida ao Luxo na Avenida                                                                                                 |              |                |       |
| 2012                         | Campeã    | Acesso   | Sonho… Fantasia ou Realidade |              |                | [ 5 ] |
| 2013                         | 6º lugar  | Especial | Energia: Fonte da Vida que Gera Calor, Progresso, Samba e Amor                                                                     |              |                | [ 6 ] |
| 2014                         | 2º lugar  | Acesso   | Do Maranhão para o Amapá, a Viagem de um Poeta Vencedor                                                                            | Disney Silva | Ramon Frazzely | [ 1 ] |
| 2015                         |           |          | |              |                |       |
| 2016                         |           |          | |              |                |       |